# Polycarpa biforis
Polycarpa biforis är en sjöpungsart som först beskrevs av Sluiter 1904.  Polycarpa biforis ingår i släktet Polycarpa och familjen Styelidae. Inga underarter finns listade i Catalogue of Life.